# Ekonomiåret 1971

## Händelser

### Augusti
- 15 augusti - Det 1944 startade internationella valutasystemet Bretton Woods kraschar.

### Okänt datum
- Ungefär 500 000 svenskar antas spela Bingo varje kväll, och varje kväll omsätts minst 1 000 000 000 svenska kronor.[1]

## Bildade företag
- Amtrak – Statligt amerikanskt järnvägsbolag.
- Lucasfilm – Amerikanskt filmbolag.
- Onoff – Svensk elektronikkedja.

## Uppköp
- Stockholms Enskilda Bank slås ihop med Skandinaviska banken och bildar Skandinaviska Enskilda Banken.

## Priser och utmärkelser
- 10 december - Simon Kuznets, USA får Sveriges Riksbanks pris i ekonomisk vetenskap till Alfred Nobels minne.[2]

## Födda
- 23 maj – George Osborne, brittisk politiker, Storbritanniens finansminister 2010–2016.
- 27 maj – Mattias Söderhielm, svensk näringslivsprofil.
- 14 oktober – Jyrki Katainen, finländsk politiker, Finlands finansminister 2007–2011, statsminister 2011–2014 och EU-kommissionär 2014–2019.
- 29 oktober – Ma Huateng, kinesisk internetentreprenör.

## Avlidna
- 3 augusti – Walter Owen Bentley, 82, grundare av biltillverkaren Bentley.
- 7 augusti – Joseph W. Frazer, 79, amerikansk industriledare inom bilindustrin.
- 19 november – Marc Wallenberg, 47, svensk bankman.

### Fotnoter
1. ↑   Ett folk på marsch 1960-1977. Bonnier
2. ↑  ”All Nobel Prizes” (på engelska). Nobelpriset. http://www.nobelprize.org/nobel_prizes/lists/all/index.html. Läst 19 augusti 2012.